# Liste der Naturdenkmale in Essingen (Württemberg)
| Naturdenkmale | Anzahl |
| ------------- | ------ |
| FND           | 25     |
| END           | 7      |
| Gesamt        | 32     |

Die Liste der Naturdenkmale in Essingen nennt die verordneten Naturdenkmale (ND) der im baden-württembergischen Ostalbkreis liegenden Gemeinde Essingen. In Essingen gibt es insgesamt 32 als Naturdenkmal geschützte Objekte, davon 25 flächenhafte Naturdenkmale (FND) und 7 Einzelgebilde-Naturdenkmale (END).
Stand: 31. Oktober 2016.

## Flächenhafte Naturdenkmale (FND)
| Name                                       | Bild | Kennung     | Einzelheiten | Position | Fläche Hektar | Datum |
| ------------------------------------------ | ---- | ----------- | ------------ | -------- | ------------- | ----- |
| Alte Rems                                  |      | 81360210004 | Essingen     | ⊙        | 3,0           |       |
| Amphibienteich                             |      | 81360210027 | Essingen     | ⊙        | 0,1           |       |
| Doline im Eichburren                       |      | 81360210012 | Essingen     | ⊙        | 0,2           |       |
| Doline nordwestl. des Weiherplatzes        |      | 81360210032 | Essingen     | ⊙        | 0,2           |       |
| Ehemaliger Steinbruch im Schaffeld         |      | 81360210024 | Essingen     | ⊙        | 0,5           |       |
| Feuchtwiesen mit Quelltopf im Schwedenfeld |      | 81360210023 | Essingen     | ⊙        | 0,7           |       |
| Gänshülbe                                  |      | 81360210025 | Essingen     | ⊙        | 0,4           |       |
| Großes Wollenloch                          |      | 81360210035 | Essingen     | ⊙        | 0,1           |       |
| Heideflächen beim Felsenmeer               |      | 81360210005 | Essingen     | ⊙        | 2,3           |       |
| Hexenfelsen und Schuhmächerle              |      | 81360210016 | Essingen     | ⊙        | 0,8           |       |
| Hexenloch                                  |      | 81360210009 | Essingen     | ⊙        | 0,2           |       |
| Hirschhülbe auf dem Bärenberg              |      | 81360210017 | Essingen     | ⊙        | 0,0           |       |
| Hülbe in Lauterburg                        |      | 81360210019 | Essingen     | ⊙        | 0,2           |       |
| Hülbe südlich Tauchenweiler                | BW   | 81360210003 | Essingen     | ⊙        | 0,2           |       |
| Hülbe und Doline bei Tauchenweiler         |      | 81360210002 | Essingen     | ⊙        | 0,9           |       |
| Hülben im Schlag Steinboß                  |      | 81360210011 | Essingen     | ⊙        | 0,2           |       |
| Laubwaldsaum bei Tauchenweiler             |      | 81360210031 | Essingen     | ⊙        | 1,6           |       |
| Pflanzenstandort Teußenberg                |      | 81360210029 | Essingen     | ⊙        | 0,5           |       |
| Rems-Ursprung                              |      | 81360210007 | Essingen     | ⊙        | 0,0           |       |
| Schwarzweiler Schacht                      |      | 81360210010 | Essingen     | ⊙        | 0,0           |       |
| Talabschnitt des Wäschbaches               |      | 81360210034 | Essingen     | ⊙        | 2,7           |       |
| Trockenrasen „Hintere Heide“               |      | 81360210021 | Essingen     | ⊙        | 1,2           |       |
| Waldtrauf am Weiherplatz                   |      | 81360210030 | Essingen     | ⊙        | 0,8           |       |
| Weidbuchen am Waldrand Kohlhau             |      | 81360210026 | Essingen     | ⊙        | 0,1           |       |
| Weiher bei Hohenroden                      |      | 81360210014 | Essingen     | ⊙        | 0,2           |       |
| Legende für Naturdenkmal                   |      |             |              |          |               |       |

## Einzelgebilde (END)
| Name                                | Bild | Kennung     | Einzelheiten | Position | Fläche Hektar | Datum |
| ----------------------------------- | ---- | ----------- | ------------ | -------- | ------------- | ----- |
| Alte Linde am Hohenroder Weiher     |      | 81360210013 | Essingen     | ⊙        | 0,0           |       |
| Große Buche                         |      | 81360210006 | Essingen     | ⊙        | 0,0           |       |
| 1 Eiche bei der Feldscheune         |      | 81360210022 | Essingen     | ⊙        | 0,0           |       |
| 1 Eiche in Hohenroden               |      | 81360210015 | Essingen     | ⊙        | 0,0           |       |
| 1 Linde beim Gasthaus Tauchenweiler |      | 81360210033 | Essingen     | ⊙        | 0,0           |       |
| 1 Linde in Lauterburg               |      | 81360210018 | Essingen     | ⊙        | 0,0           |       |
| 1 Wellingtonie vor Schloß Essingen  |      | 81360210008 | Essingen     | ⊙        | 0,0           |       |
| Legende für Naturdenkmal            |      |             |              |          |               |       |